# Joe Jedermann
Joe Jedermann (Originaltitel: Joe Somebody) ist ein US-amerikanischer Spielfilm aus dem Jahr 2001. Die Hauptrolle spielte Tim Allen.

## Handlung
Der unscheinbare Angestellte Joe Scheffer wird auf dem Firmenparkplatz vor den Augen seiner Tochter Natalie von einem Kollegen niedergeschlagen. Die Manager der Personalabteilung, Meg Harper und Jeremy, fürchten eine Klage gegen das Unternehmen und schenken Joe besondere Aufmerksamkeit.
Als Joe dann aber überraschend eine Revanche verkündet, gewinnt er bei den Kollegen Anerkennung und wird sogar in einen exklusiven Sportklub eingeladen. Seine Ex-Frau Callie will ihn zurückgewinnen, allerdings fürchtet Natalie, dass ihre Mutter ihren Vater nach einer Weile wieder hängen lässt. Joe verliebt sich in Meg, die von der Arbeit mit den Kindern in einer Schule träumt.
In einer Nebenhandlung wird Joe von dem abgehalfterten Ex-Martial-Arts-Filmstar Chuck Scarett auf den Kampf vorbereitet.

## Kritiken
„Die sympathisch-harmlose Familienkomödie markiert die dritte Zusammenarbeit zwischen Komiker Tim Allen und Regisseur John Pasquin. Allen passt perfekt in die Rolle des Durchschnittsmannes. Zwar werden etliche Klischees aufgegriffen, doch mit unerwarteten Wendungen wird das Storyruder wieder herumgerissen. Ulkige Episoden und nachdenkliche Töne ergänzen sich zu runder Familienunterhaltung.“

„Hintergründige Komödie, die für die Widersprüche und Konflikte des Alltags sensibilisiert. Da sie dabei stets unterhaltsam und vergnüglich sein will, gerät sie phasenweise in die Zwickmühle, sich für die satirische Schärfe und Hellsicht der eigenen Analyse entschuldigen zu wollen.“

„Tim "Tool Time" Allen, im Fernsehen längst ein Superstar, erweist sich auch auf der Leinwand als perfekte Verkörperung des Mannes aus dem Volk und als Zugpferd für Freunde naiv-sympathischer Familienkomödien.“

## Auszeichnungen
Hayden Panettiere wurde für ihre Rolle für den Filmpreis Young Artist Award nominiert.